# 孫伝芳
孫 伝芳（そん でんほう）は、清末民初の軍人。北京政府、直隷派に属した。字は馨遠。

## 人物
1904年（光緒30年）、北洋陸軍速成学堂歩兵科を卒業し、官費により日本へ軍事留学した。1908年（光緒34年）、陸軍士官学校第6期を卒業した。帰国後の1909年（宣統元年）、陸軍部の試験を受け、上位の成績を残す。王占元率いる北洋陸軍近畿第2鎮に加わり、歩兵隊第5標教官に任じられた。

## 生涯

### 湖北での台頭
中華民国時代になると、第2鎮は第2師となり、湖北省に駐屯した。孫伝芳は次第に昇進して第3旅旅長となり、1917年（民国6年）、第21混成旅旅長に任命された。1920年（民国9年）7月の安直戦争で、直隷派に与していた王占元が安徽派の長江上游警備司令呉光新を捕虜とすると、孫がその後任に就いた。1921年（民国10年）8月に、王が湖北省で失脚する。孫がその後任として第2師師長に任命され、両湖巡閲使の任にあった呉佩孚に属した。

### 直隷派の有力者へ
1922年（民国11年）4月の第1次奉直戦争後、孫伝芳は直隷派の一員として、安徽派に擁立された総統徐世昌の辞任を公開で求める。その結果、6月に徐は辞任し、黎元洪が再び総統となった。1923年（民国12年）1月、孫は軍を率いて福建省へ向かい、福建軍務督理（いわゆる福建督理）に任命された。
1924年（民国13年）9月、第2次奉直戦争の前哨戦である江浙戦争が始まる。孫伝芳は直隷派の江蘇督軍斉燮元を支援し、安徽派の浙江督軍盧永祥を撃破した。これにより、孫は閩浙巡閲使兼浙江軍務督理に任命された。
しかしその後も、江蘇・浙江では、孫伝芳・斉燮元・盧永祥の3軍人の勢力が鼎立することになる。第2次奉直戦争で直隷派が敗北し、段祺瑞が執政政府を樹立すると、奉天派の張宗昌が盧を支援して南下してくる。これに対して孫は、1925年（民国14年）1月、斉と同盟して「江浙聯軍」を組織して迎え撃とうとした。そこで段は、孫を篭絡するために浙江督弁に任命する。これにより孫はもはや斉に与しようとはせず、斉は孤立して下野を宣言した。
しかし、南方への勢力拡大を図る奉天派への、孫伝芳の警戒感は依然として解けなかった。密かに馮玉祥率いる国民軍と同盟すると、同年10月に奉天派の山東督軍張宗昌、江蘇督軍楊宇霆らへの攻撃を開始した（浙魯戦争、奉浙戦争）。孫はこれに勝利し、11月には、南京で浙閩蘇皖贛五省聯軍総司令への就任を宣言した。この時、章太炎が（政治）顧問、蔣方震（蔣百里）と岡村寧次が高等軍事顧問に、それぞれ就いている。

### 北伐に敗北

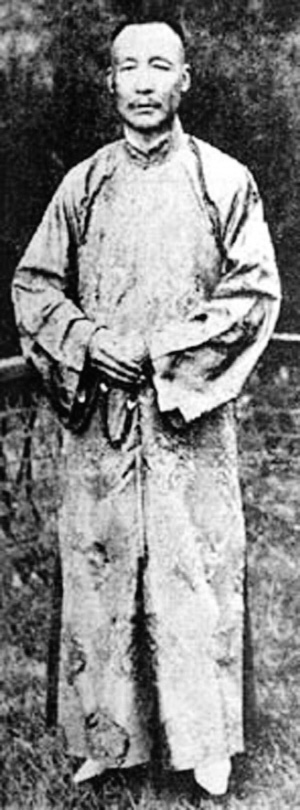
暗殺直前の孫

1926年（民国15年）7月、国民政府が北伐を開始し、呉佩孚への攻撃を開始した。孫伝芳は、孫文の三民主義に対抗して「愛国家、愛人民、愛敵人」の「三愛主義」を唱え、これに対抗しようとしている。9月、呉を破った北伐軍を江西省で迎撃したが、敗北して南京に退却した。その後、奉天派との関係を改善して、11月に張宗昌と共に張作霖を安国軍総司令として擁立し、孫は副司令兼五省聯軍総司令となった。
しかし、国民革命軍に対する劣勢を挽回する余地は、もはやなかった。1927年（民国16年）3月には、孫伝芳は南京を失陥する。4月12日の蔣介石による反共クーデターの隙を衝いて反撃を目論んだが、これも失敗に終わる。1928年（民国17年）4月、孫の軍は山東省で殲滅され、孫は北方へ逃走した。これにより、孫は軍事的・政治的基盤を完全に喪失した。
敗北後、孫伝芳は一時張学良の下にあったが、間も無く身の危険を感じて大連に移る。1931年（民国20年）に満州事変が勃発すると、天津のイギリス租界に居を移すと共に仏門に入り読経の日々を過ごした。1935年（民国24年）11月13日、孫伝芳は読経中のところを、孫が処刑した魯軍司令官・施從濱の娘・剣翹に背後から銃撃されて死亡した。享年51（満50歳）。

### 逸話
常に笑っているような穏やかな顔をしている反面、非常に残虐な性格であったため“笑虎将軍”と恐れられていたという。
浙魯戦争の際に敵側・魯軍の司令官である施從濱を捕らえたが、即座に銃殺したばかりか遺体の首を市街に三日三晩晒して辱めるという時代錯誤的な報復をした。
これに恨みを抱いた娘の施剣翹が、後に孫伝芳を射殺することになった。